# Walter Summers
Walter Summers (Liverpool, 2 de setembro de 1896 – Londres, abril de 1973) foi um roteirista e diretor de cinema britânico.

## Filmografia selecionada
Diretor
- Who Is the Man? (1924)
- Nelson (1926)
- Lost Patrol (1929)
- Raise the Roof (1930)
- The Flame of Love (1930)
- Suspense (1930)

Roteiro
- If Four Walls Told (1922)
- The Right to Strike (1923)
- Married Love (1923)